# وادي شعيب الركاشي
وادي شعيب الركاشي أحد وديان العراق يقع في الهضبة الغربية ضمن الحدود الادارية لمحافظة الانبار ومحافظة كربلاء غرب العراق، يعد حوض وادي شعيب الركاشي من الأحواض المائية الجافة ذات التصريف الداخلي (التي تنتهي داخل الهضبة الغربية دون الوصول إلى نهر الفرات)، تنحدر منابعه من الأجزاء الجنوبية الشرقية لمحافظة الأنبار ليتجه باتجاه الشرقي فيدخل محافظة كربلاء إلى أن يصب في غرب منخفض (الجفر المالح) جنوب بحيرة الرزازة، وتبلغ مساحة الحوض (148.342 كم2) وبطول (28.254 كم)، وفروعه الثانوية (شعيب الركاشي، شعيب الثانوي، شعيب الركاشي).